# Scleromystax barbatus
Scleromystax barbatus är en fiskart som först beskrevs av Jean René Constant Quoy och Joseph Paul Gaimard 1824.  Scleromystax barbatus ingår i släktet Scleromystax och familjen Callichthyidae. Inga underarter finns listade i Catalogue of Life.